# فورتوناتو دي باروس
فورتوناتو دي باروس (17 أبريل 1916 – غ. م.) هو مبارز بالسيف برازيلي راحل، مثّل بلاده في الألعاب الأولمبية الصيفية 1948.

## روابط خارجية
فورتوناتو دي باروس على موقع أوليمبيديا (الإنجليزية)